# Estación de Futuroscope
La estación de Futuroscope es una estación ferroviaria francesa situada en el departamento de Vienne, a escasa distancia del parque temático Futuroscope. En ella se detienen principalmente trenes de altas velocidad que buscan facilitar la llegada de turistas al parque.

## Historia
La estación es de reciente creación dado que data del año 2000. Aunque situada sobre la parte clásica del trazado París-Burdeos, los trenes que se detienen en ella son casi exclusivamente trenes TGV que aprovechan los tramos adaptados a una velocidad máxima de 220 km/h para aumentar su rendimiento. Cerca de 30 trenes hacen su parada. Aun así, el nivel de frecuentación de la estación es mucho menor al esperado y parte de la zona comercial ha tenido que cerrar. 

## Descripción
La estación es un moderno edificio de cristal en forma de triángulo rectángulo con un fino techo ondulado. Cruzando una pasarela los viajeros están a poco más de dos minutos del parque.
Se compone de dos andenes laterales y de cuatro vías, de las cuales dos no tienen acceso a andén.

## Servicios ferroviarios

### Alta Velocidad
Un buen número de trenes de alta velocidad se detienen en la estación:
- Línea París ↔ Burdeos.
- Línea Burdeos / Toulouse ↔ Lille.
- Línea Lyon ↔ Poitiers.
- Línea Burdeos / Estrasburgo.

### Media Distancia
Los intercités enlazan las siguientes ciudades:
- Línea París ↔ Royan. Intercités, sólo circula en verano.